# Love Is Not Sex
Love Is Not Sex è l'album di debutto del musicista tedesco Captain Hollywood Project, pubblicato l'8 marzo 1993.
L'album raggiunse la posizione numero 9 nella classifica tedesca degli album più venduti, vendendo oltre 400 000 copie. In tutto il mondo ne distribuì circa 7 milioni.

## Lista tracce
1. More and More (Singolo) - 3:55
2. All I Want - 5:19
3. It's Raining - 4:11
4. Impossible - 5:06
5. Only with You (Video Mix) - 3:48
6. Rhythm of Life - 5:00
7. Love 4 U Love 4 Me - 4:35
8. Rhythm Takes Control - 4:35
9. Nothing's Gonna Stop Me - 5:01
10. Only with You (Magic Remix) - 6:04
11. More and More (Underground Mix) - 5:56
12. Only with You (Faze 2 Edit) - 7:18

## Classifiche
| Classifiche degli Album(1993) | Miglior posizione |
| ----------------------------- | ----------------- |
| Classifica australiana        | 15                |
| Classifica olandese           | 33                |
| Classifica tedesca            | 9                 |
| Classifica svedese            | 16                |
| Classifica tedesca            | 9                 |